# Jože Peterlin
Jože Peterlin, slovenski profesor, igralec, kritik, dramaturg in urednik, * 2. november 1911, Vinji Vrh, † 4. marec 1976, Trst.

## Življenje in delo
Rodil se je v kmečki družini očetu Janezu in materi Frančiški (rojena Udovč) na Vinjem Vrhu pri Beli Cerkvi. Po končani osnovni šoli v Šmarjeti je obiskoval novomeško gimnazijo, zadnji razred in maturo pa opravil na klasični gimnaziji v Ljubljani. Diplomiral je leta 1941 iz slavistike na Filozofski fakulteti v Ljubljani. V letih 1940−1942  je bil knjižničar v Narodni in univerzitetni knjižnici, od 1942-1945 pa tajnik Teološke fakultete v Ljubljani. Leta 1942 se je oženil z Lojzko Lombar iz Kranja. Že kot gimnazijec je pokazal igralsko nadarjenost in igral pri amaterskih gledaliških skupinah, kasneje je dve leti obiskoval igralsko šolo na Državnem konservatoriju v Ljubljani, ter bil v letih 1937−1945 član radijske igralske skupine v Ljubljani. Maja 1945 je preko Koroške odšel v Italijo, medtem ko je žena ostala z dvema hčerama v Kranju. Poučeval je na begunski gimnaziji v taborišču pri Moglianu v pokrajini Trevisio. Leta 1945 se je preselil v Trst in dobil službo na Radiu Trst 2, ki je po zaslugi zaveznikov oddajal v slovenskem jeziku, tu je do leta 1948 vodil oddaje za govorjeni spored in dramatiko, nato pa poučeval med drugim na slovenskem učiteljišču in Znanstvenem liceju (a ker ni nikoli dobil italijanskega državljanstva, saj so mu vse prošnje zavračali, je bil kot profesor vedno zaposlen le kot suplent in torej vedno z začetno plačo, saj je bilo državljanstvo pogoj za stalno službo). Leta 1946 je v Trstu ustanovil radijsko igralsko skupino Radijski oder, ki je do njegove smrti (bil je do konca umetniški vodja in duša ansambla, ki še danes deluje) pripravila preko 1000 oddaj izvirnih slovenskih dramskih besedil, na novo je dramatiziral slovenska literarna dela ter prevajal iz italijanske dramatike. Leta 1947 se mu je v Trstu pridružila žena Lojzka in tu sta se jima rodila še dva otroka. Pisal je dramska besedila in sodeloval pri pripravi številnih šolskih in drugih akademij v Trstu in okolici, vzgajal je dijake in študente za lep slovenski govor. Pomagal je zasnovati Slovensko prosveto na Tržaškem in njeno igralsko skupino Slovenski oder, Društvo slovenskih izobražencev (ki od leta 1966 prireja Študijske dneve Draga), Slovenski kulturni klub in drugo. Kot urednik je deloval pri Mladi setvi (1946-1949), Setvi (1949-1950) in  Mladiki (1957-1976), ter v raznih drugih listih objavljal umetniško in prosvetno kritiko. Umrl je 4. marca 1976, saj ga je zadela srčna kap na poti domov, po premieri na slovenskem gledališču v Trstu.
Glavno dvorano Slovenske prosvete (na ulici Donizetti 3) v Trstu so 13. junija 1977 poimenovali po Jožetu Peterlinu, bronasti kip, ki je pred vhodom v dvorano, je delo akademskega kiparja Franceta Goršeta. Ob dvajstletnici smrti leta 1996 so pri Slovenski prosveti zbirali sredstva in popolnoma obnovili cerkvico sv. Janeza na Vinjem vrhu na Dolenjskem, na pročelje cerkve so vzidali spominsko tablo na Peterlinov rojstni kraj.
Na vsakoletnih študijskih dnevih Draga na Opčinah pri Trstu od leta 2012 podejujejo priznanje posameznikom ali društvom, poimenovano po njem, Peterlinovo nagrado.